# Pseudopohlia yunnanensis
Pseudopohlia yunnanensis là một loài rêu trong họ Bryaceae. Loài này được Herzog mô tả khoa học đầu tiên năm 1925.